# شهرستان ساری‌کول
شهرستان ساری‌کول (به قزاقی: Сарыкөл ауданы، سارىكول اۋدانى) یک شهرستان در قزاقستان است که در استان قوستانای واقع شده‌است. شهرستان ساری‌کول ۲۳۳۸۷ نفر جمعیت دارد.